# Giuseppe Bernardino Bison
Giuseppe Bernardino Bison (né le 16 juin 1762 à Palmanova dans la province d'Udine (Frioul) et mort le 24 août 1844 à Milan) est un peintre italien de la fin du XVIIIe et du début du XIXe siècle

## Biographie
Giuseppe Bernardino Bison  était un peintre italien, connu principalement pour ses tableaux à thèse historiques, des représentations de genre, fantasques et de paysages imaginaires, y compris vedutes fantaisistes ou capprici. Son style a été influencé par Tiepolo et Guardi.
Sa famille a déménagé à Brescia, où il a travaillé dans l'atelier de Gerolamo Romani avant de  déménager à Venise, où il s'associe avec l'atelier de Canaletto.
La plupart de sa production se trouve à Venise et dans les villes environnantes (Ferrare, Trieste, et Padoue).

## Œuvres
- San Marco, estampe, Venise. Collection privée Rafael Valls Gallery, Londres.
- Don Juan, le duel.
- La Casa Foscari et le Palazzo Balbi, depuis le Grand Canal, Venise. Collection privée Rafael Valls Gallery, Londres.
- Le bal masqué, musée civique Rivoltello, Trieste.
- Scène avec femmes en selle sur chevaux, Cà Rezzonico, musée du 1700 vénitien, Venise.
- Le couronnement d'Anore, Kunsthistorisches Museum, Vienne (Autriche).

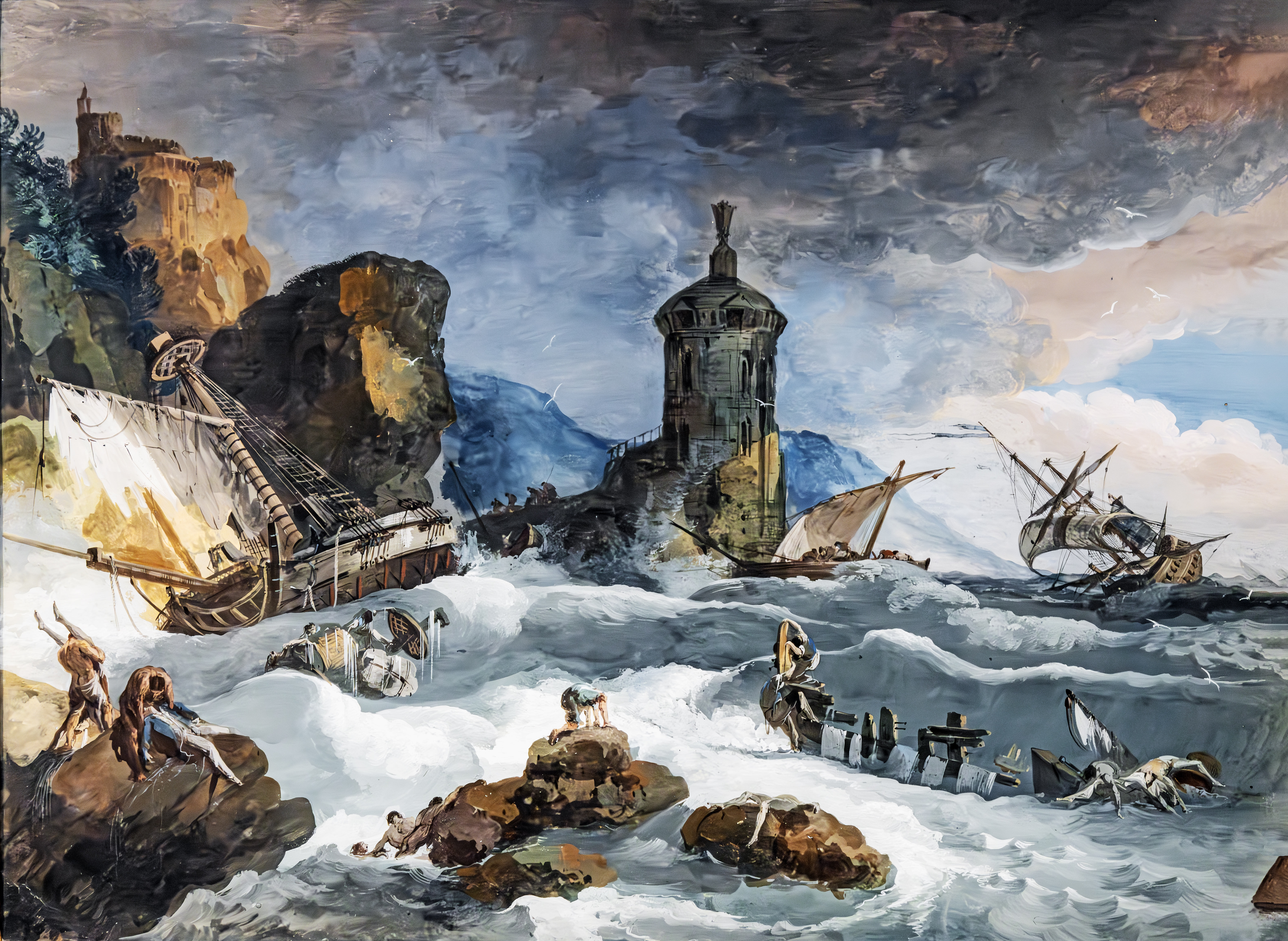
Tempête avec naufrage Pinacothèque Egidio-Martini Venise
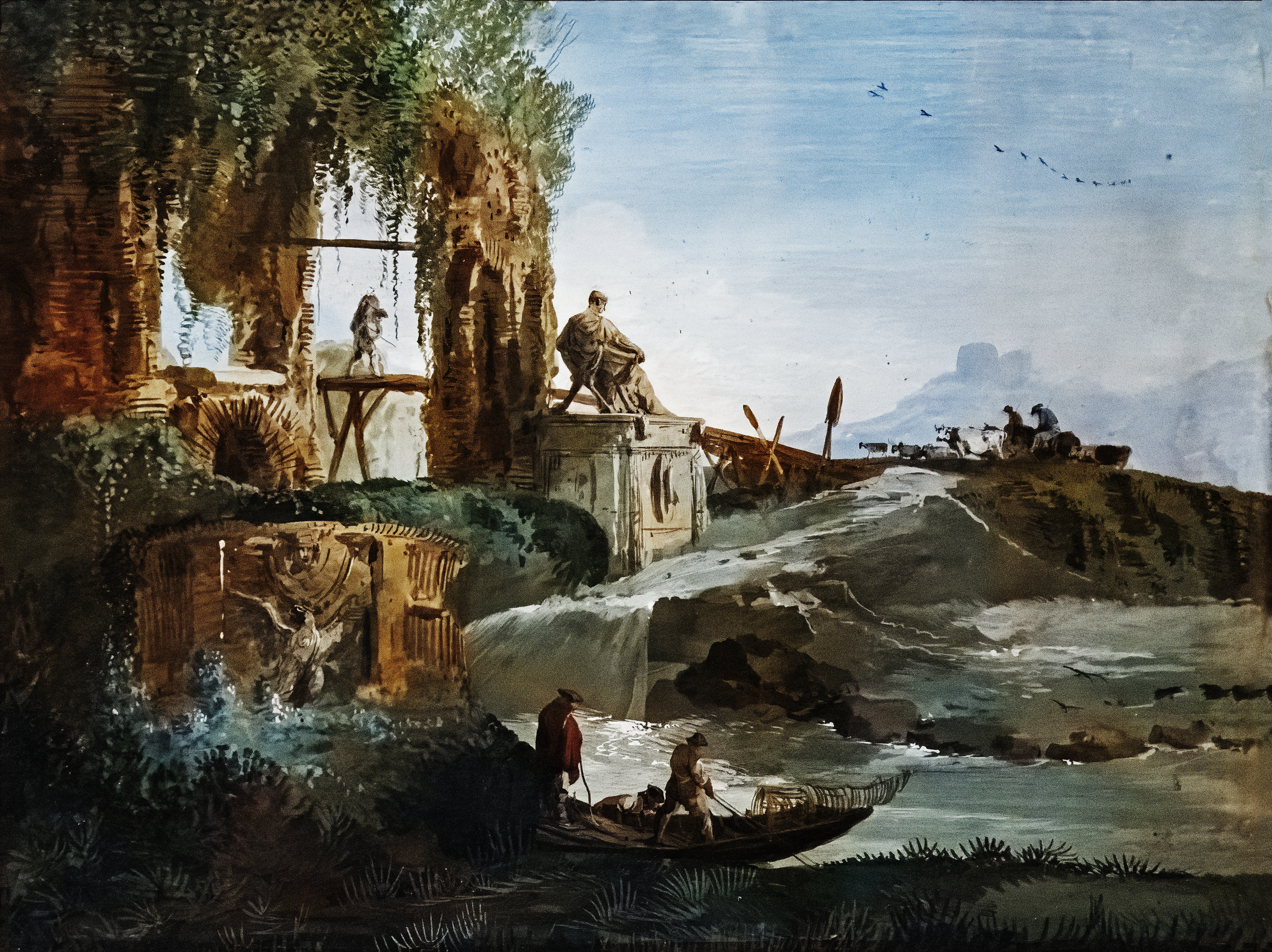
Paysage avec cascade et monument antique Pinacothèque Egidio-Martini Venise
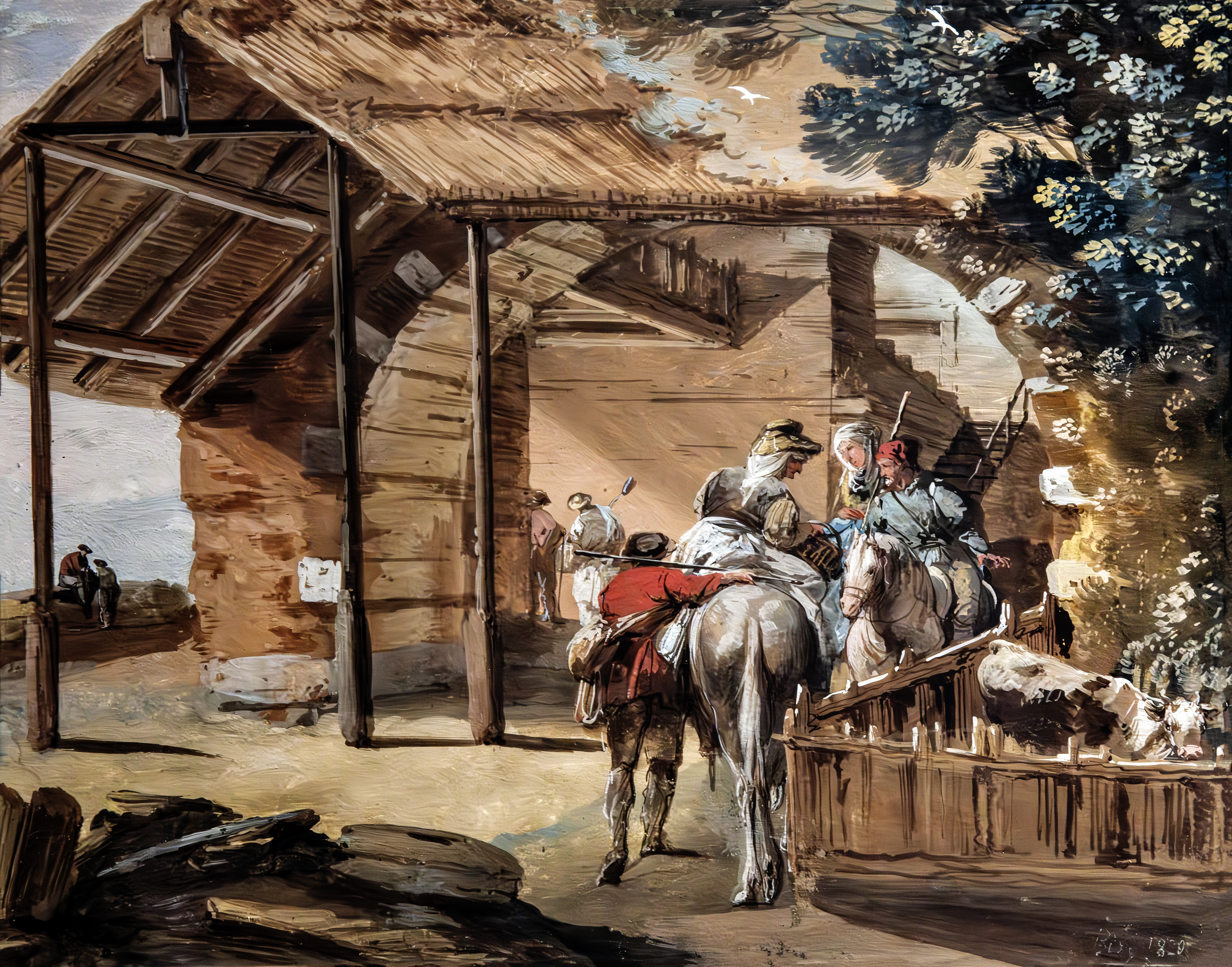
Scène avec des femmes à cheval dans une ferme Pinacothèque Egidio-Martini Venise
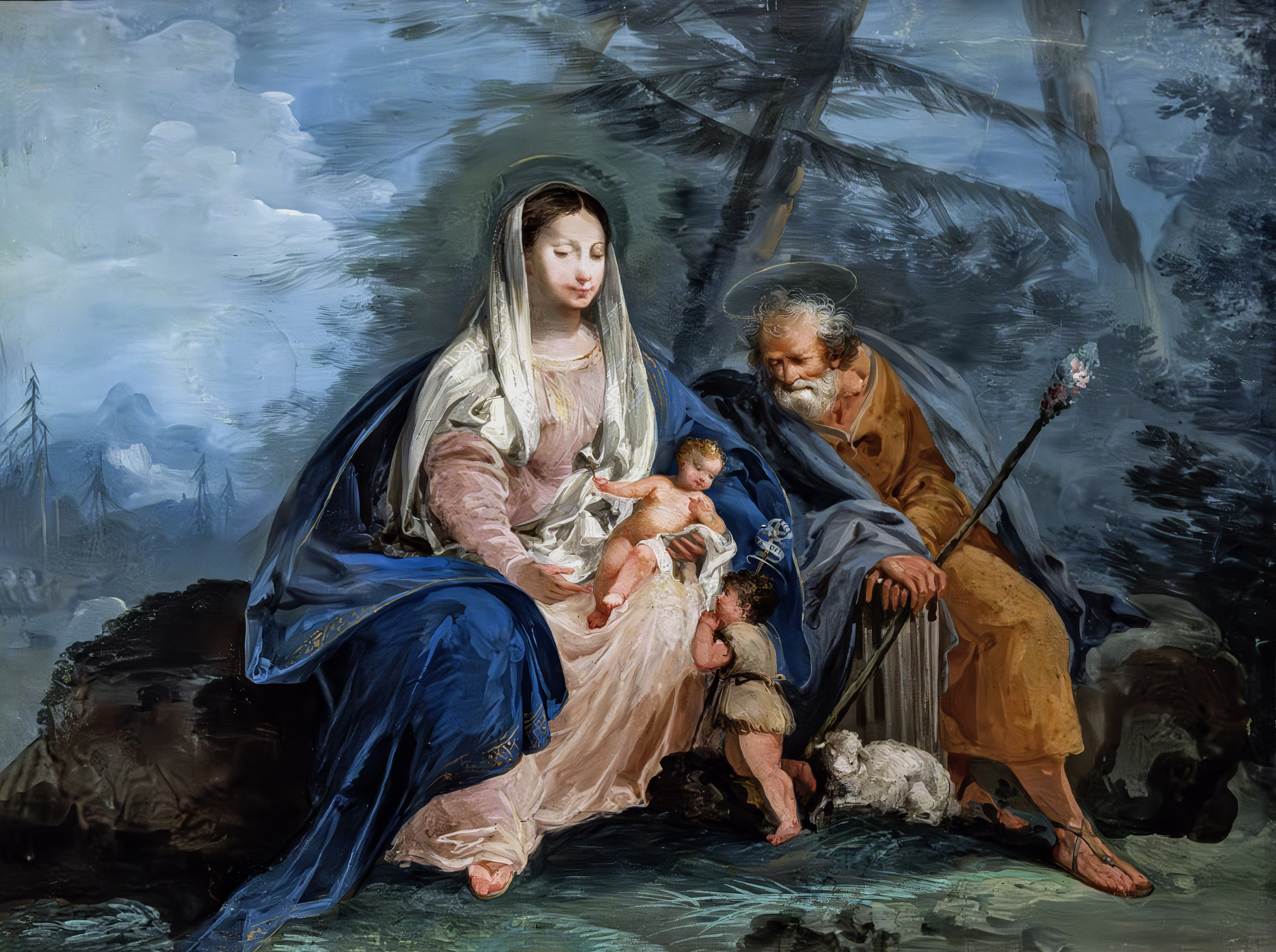
Sainte Famille Pinacothèque Egidio-Martini Venise
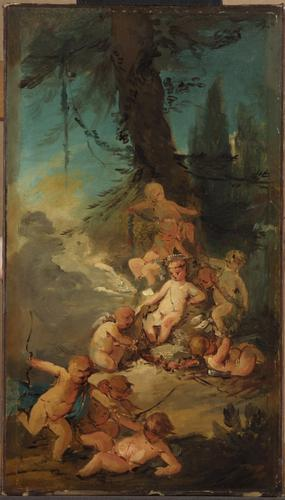
Couronnement d'Anore, Kunsthistorisches Museum, Vienne, (Autriche).

## Sources
1. ↑  https://www.archiviodellacomunicazione.it/sicap/OpereArte/372832/?WEB=MuseiVE
2. ↑  https://www.archiviodellacomunicazione.it/Sicap/ENG/ArtWorks/372778/?WEB=MuseiVE
3. ↑  https://www.archiviodellacomunicazione.it/sicap/OpereArte/372796/?WEB=MuseiVE
4. ↑  https://www.archiviodellacomunicazione.it/sicap/OpereArte/372900/?WEB=MuseiVE

- (en) Cet article est partiellement ou en totalité issu de l’article de Wikipédia en anglais intitulé « Giuseppe Bernardino Bison » (voir la liste des auteurs).